# 横手市立睦合小学校
横手市立睦合小学校（よこてしりつ むつあいしょうがっこう）は、秋田県横手市十文字町睦合にかつて存在した公立小学校。
2021年3月31日に閉校し、横手市立十文字小学校へと統合された。

## 沿革

### 略歴
睦合小学校の起源となるのは、明治期に発された学制によって1875年3月31日に開校した「今泉学校」であり、今泉村の永泉寺内に設置された。開校後、何度か個人宅に校舎が移転するが、1882年に谷地新田村の「八幡学校（1877年創立）」を統合し、校舎を新築した。同年に谷地新田分校を設置、翌年1883年に今泉学校は「睦合小学校」となり、同時に下今泉分校を設置した。

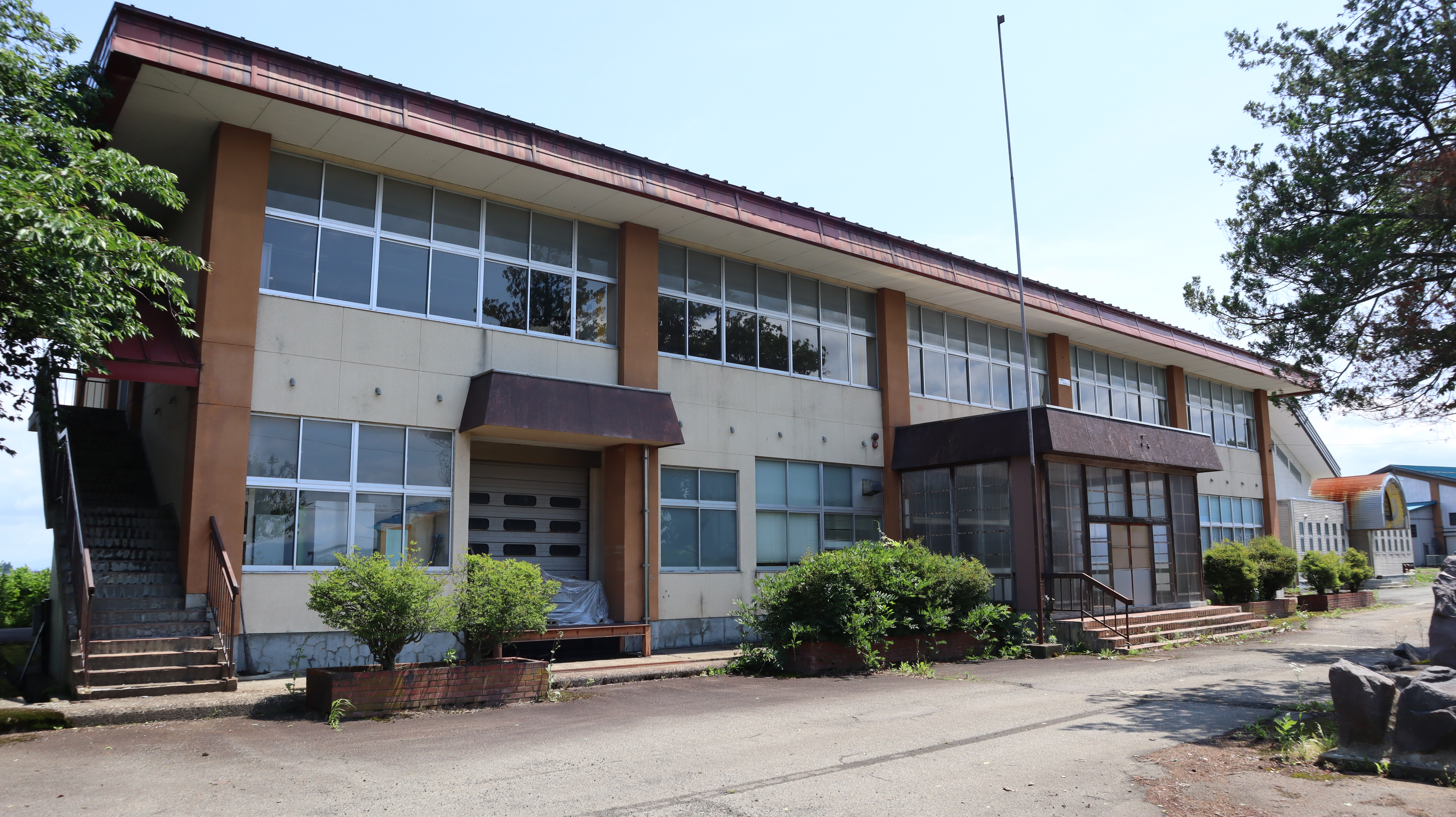
雄物川町立雄南小学校

1887年には谷地新田分校と下今泉分校を廃止、同年4月に「睦合尋常小学校」と改称した。また、同年7月には谷地新田分校跡地に「谷地新田分教場」を開設。谷地新田分教場は、開闢尋常小学校（独立）、分教場化、十文字町立睦合北小学校（独立）などを経た後、雄物川町立雄南小学校となる。
睦合尋常小は1889年に等科改正によって「睦合簡易小学校」へと改称するが、1892年に簡易科は廃止され「睦合尋常小学校」へと再度改称された。1901年には小学校令改正に伴う高等科の附設によって「睦合尋常高等小学校」と改称、1907年には現在地に校舎を移転した。
第二次世界大戦が勃発し、国民学校令が公布された1941年には「睦合国民学校」へ、終戦後の学校教育法によって「睦合村立睦合小学校」へと改称した。1955年に睦合村が十文字町へ編入した際に「十文字町立睦合小学校」へと改称した。
2005年には、旧横手市と平鹿郡5町2村による合併で横手市が発足し、「横手市立睦合小学校」と改称。2021年に閉校し、十文字第一小学校・十文字第二小学校・植田小学校とともに新設の十文字小学校へと統合された。

### 年表
以下、注釈の無い項目は『十文字町史（1996年）』の情報によるもの。
- 1875年3月31日 - 「今泉学校」が開校。
- 1877年5月20日 - 「八幡学校」が開校。
- 1882年9月 - 八幡学校と統合し、谷地新田分校を設置。
- 1883年 - 「睦合小学校」と改称。下今泉分校を設置。
- 1887年
  - 3月31日 - 谷地新田分校と下今泉分校を廃止。
  - 4月1日 - 「睦合尋常小学校」と改称。
  - 7月21日 - 谷地新田分校跡地に谷地新田分教室を設置。
- 1889年4月1日 - 「睦合簡易小学校」と改称。
- 1892年3月31日 - 簡易科を廃止し、「睦合尋常小学校」と再度改称。同時に谷地新田分教室が独立し、「開闢尋常小学校」として発足。
- 1901年4月1日 - 高等科を附設し、「睦合尋常高等小学校」と改称。
- 1907年8月15日 - 現在地に校舎を新築移転。
- 1910年6月1日 - 開闢尋常小が再び睦合尋常高等小の分教場となる。
- 1923年4月1日 - 開闢分教場、谷地新田分教場と改称。
- 1941年4月1日 - 国民学校令により、「睦合国民学校」と改称。
- 1947年4月1日 - 学校教育法（現行法）により、「睦合村立睦合小学校」と改称。
- 1953年5月26日 - 校舎の増築・改修工事が竣工。
- 1955年
  - 4月1日
    - 町村合併により「十文字町立睦合小学校」となる。
    - 谷地新田分教場が「十文字町立睦合北小学校」として独立。
- 1973年
  - 4月13日 - 新校舎（鉄筋コンクリート構造2階建て、延床面積2,085m2[1]）が竣工[14]。
  - 7月11日 - 竣工式を挙行[14]。
- 2003年7月11日 - 新体育館（鉄骨構造、延床面積1,112m2[1]）、音楽室の竣工式を挙行[14]。
- 2005年10月1日 - 市町村合併により「横手市立睦合小学校」となる[14]。
- 2021年3月31日 - 閉校[2]。

## 校歌
- 作詞：信太運治
- 作曲：山中富之助

## 通学区域
2014年時点の「横手市立小中学校通学区域に関する規則」によると、以下の通り。
- 十文字町睦合・十文字町谷地新田の全域